# Wolfgang Speiser

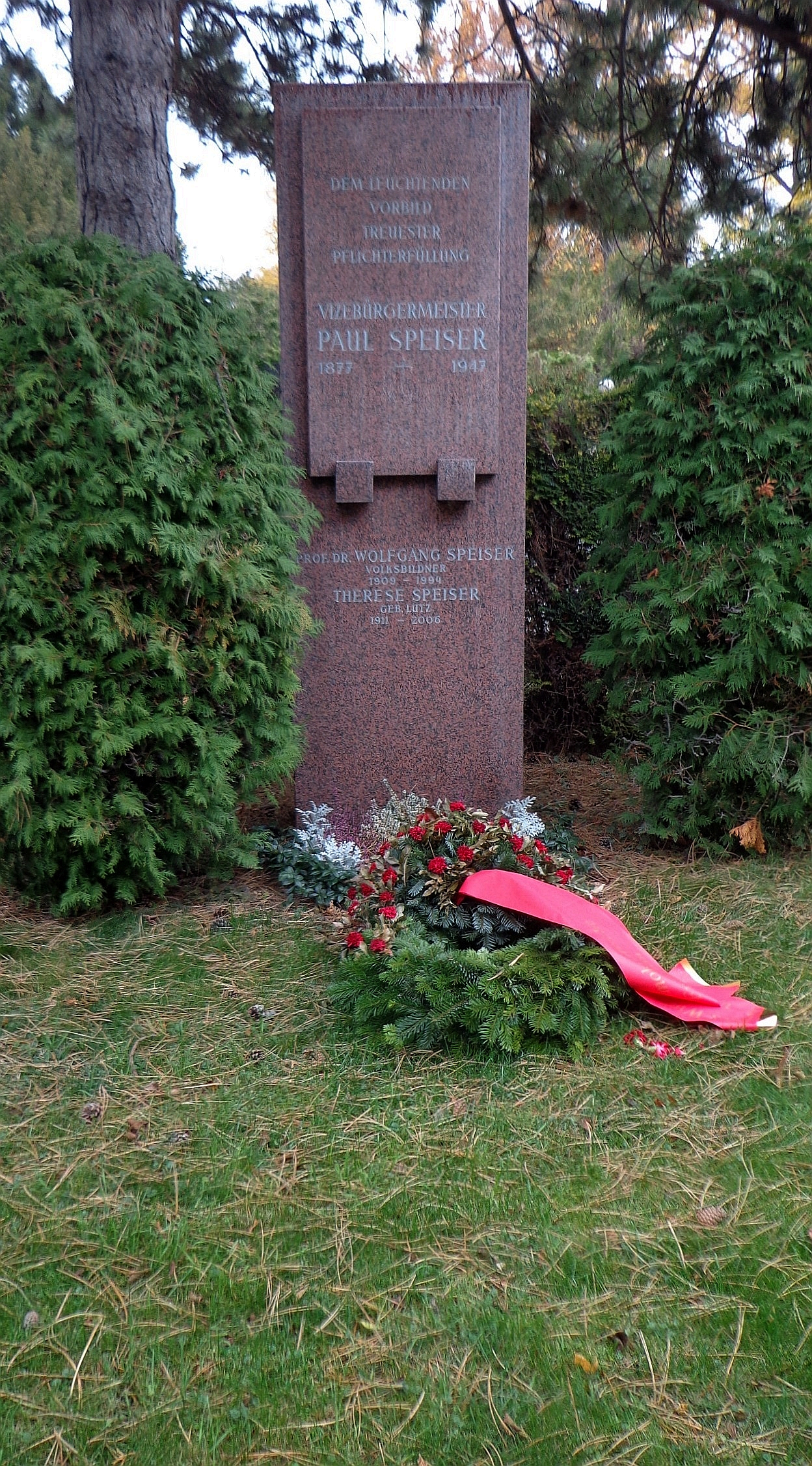
Wiener Zentralfriedhof – Ehrengrab von Paul und Wolfgang Speiser

Wolfgang Speiser (* 20. September 1909 in Wien, Österreich-Ungarn; † 27. Mai 1994 ebenda) war ein österreichischer Rechtsanwalt und Erwachsenenbildner.

## Leben
Wolfgang Speiser wurde als Sohn von Paul Speiser geboren.
Wolfgang Speiser studierte Rechtswissenschaft an der Universität Wien und schloss 1933 mit dem Dr. jur. ab. In der Zeit des Austrofaschismus verteidigte er Sozialdemokraten vor Gericht, u. a. Bruno Kreisky. Mit dem Anschluss Österreichs an Hitler-Deutschland emigrierte er nach Australien und kehrte 1946 nach Wien zurück.
Wolfgang Speiser war von 1947 bis 1961 Direktor der Wiener Urania und arbeitete ab dem 1. Februar 1947 als Zentralsekretär der Wiener Volkshochschulen. Von 1950 bis 1974 war er der Generalsekretär vom mitinitiierten Verband Österreichischer Volkshochschulen.
1964 wurde Speiser Vizepräsident des Europäischen Büros für Erwachsenenbildung.
Speiser gilt als Pionier und Doyen der Volkshochschulen Österreichs nach 1945 und setzte mit Zeitgeschichte und Politische Bildung neue Akzente. Er entwickelte die Zusammenarbeit der Volksbildung mit dem neuen Medium Fernsehen. Er war an der Gesetzwerdung zum Erwachsenenbildungsförderungsgesetz (1973) beteiligt.

## Auszeichnungen
- 1969 Preis der Stadt Wien für Volksbildung
- 1974 Österreichischer Staatspreis für Erwachsenenbildung

## Publikationen
- Australien – heute. Wiener Volksbuchverlag, Wien 1950, 191 Seiten.
- Zehn Jahre freie Volksbildung in Wien. Verband Wiener Volksbildung, Wien 1957, 24 Seiten.
- Paul Speiser und das Rote Wien. Jugend und Volk, Wien München 1979, ISBN 3-7141-6549-5.
- Wiener Volksbildung nach 1945. Schriften zur Erwachsenenbildung in Österreich Band 23, Österreichischer Bundesverlag, Wien 1982, ISBN 3-215-04792-6.
- Die sozialistischen Studenten Wiens 1927–1938. Vorwort von Heinz Fischer. Ludwig Boltzmann Institut für Geschichte der Arbeiterbewegung, Europaverlag, Wien 1986, ISBN 3-203-50949-0.